# Forças Especiais Reais (Jordânia)
As Forças Especiais Reais, oficialmente Grupo de Forças Especiais Rei Abdullah II ( em árabe: مجموعة الملك عبد الله الثاني للقوات الخاصة), são forças especiais de nível estratégico do Exército Real da Jordânia sob as Forças Armadas da Jordânia. Fundada em 15 de abril de 1963, por ordem do falecido rei Hussein, suas funções principais incluem reconhecimento, contraterrorismo, busca e evacuação, coleta de informações e proteção de locais importantes. O Grupo de Forças Especiais também está encarregado de realizar ataques de precisão contra alvos inimigos críticos. A unidade está equipada e treinada para poder operar atrás das linhas inimigas por longos períodos sem qualquer apoio logístico. São conhecidas pela sua escola internacional em estado-da-arte, o Centro de Treinamento de Operações Especiais Rei Abdullah II (em inglês:  King Abdullah II Special Operations Training Center, (KASOTC).

## História

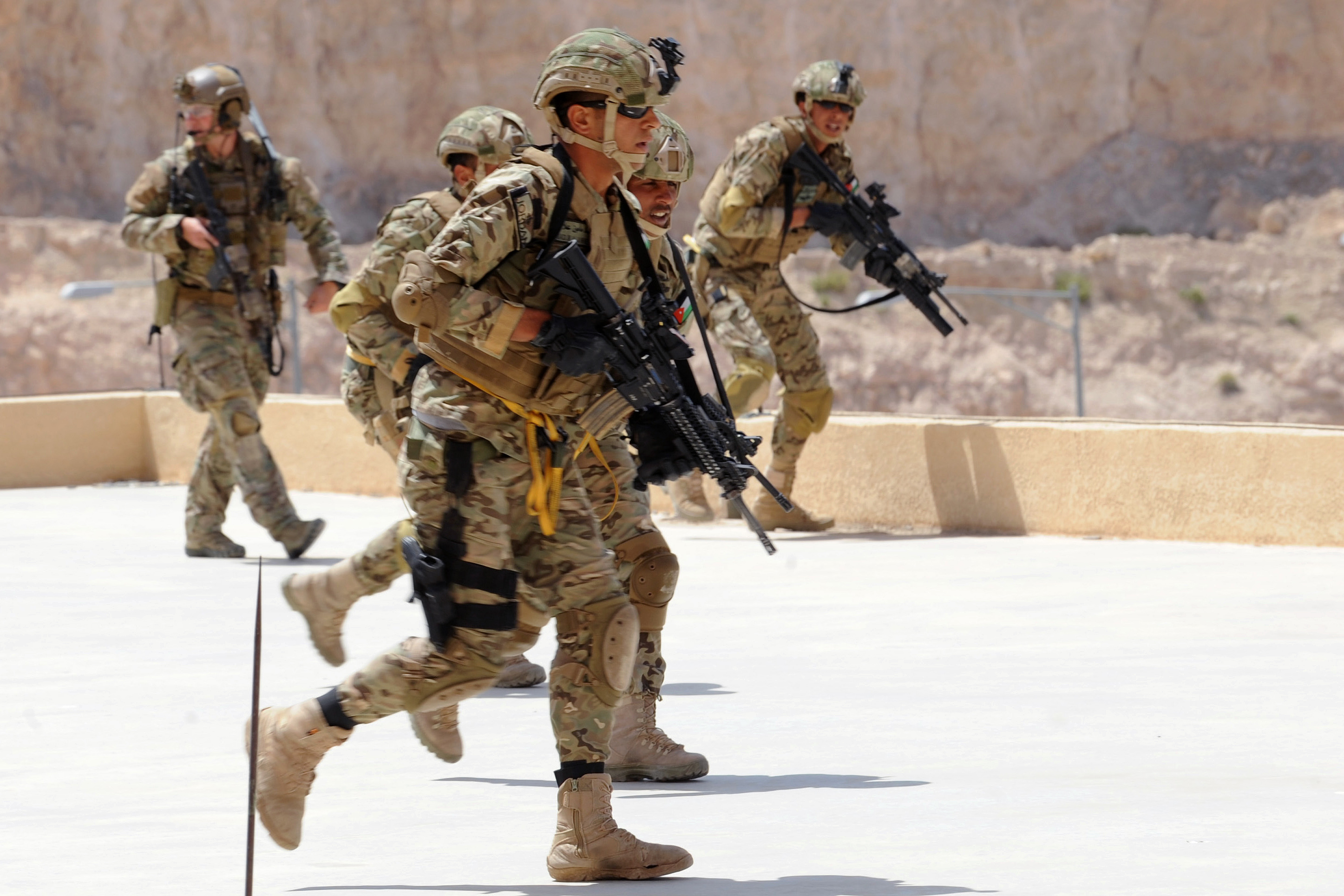
Soldados das Forças Especiais da Jordânia.

Desde a sua criação em 1963, as forças especiais da Jordânia foram concebidas para serem flexíveis e dinâmicas, a fim de enfrentar com sucesso as ameaças em constante mudança à segurança nacional da Jordânia. A sua estrutura organizacional evoluiu significativamente ao longo do último meio século, à medida que as ameaças internas e externas mudaram.
As forças especiais da Jordânia evoluíram de uma unidade paraquedista multi-tarefa do tamanho de uma companhia no início dos anos 1960, para o tamanho de uma brigada no início dos anos 1980, com unidades mais especializadas, incluindo uma unidade paraquedista, uma unidade de forças especiais e uma pequena unidade antiterrorista.
Com o início deste século e o surgimento de novas ameaças à segurança nacional, a Jordânia estabeleceu tropas paramilitares – a Gendarmaria. A nova força militar foi, e continua a ser, encarregada de combater as ameaças à segurança interna, permitindo assim que as Forças Especiais se concentrem nas ameaças à defesa interna. Portanto, o conceito mudou em conformidade, de operações especiais para operações especiais conjuntas.
A organização anterior das Operações Especiais Conjuntas Reais consistia principalmente em três brigadas principais com todo o apoio padrão e unidades de serviço que facilitam as operações e o treinamento.
- A Brigada de Forças Especiais consiste em um grupo de forças especiais, um batalhão antiterrorista e um batalhão de busca e salvamento de combate. Esta brigada está principalmente equipada e treinada para combater com sucesso ameaças não-convencionais, com boa capacidade para enfrentar também ameaças convencionais.
- A Brigada de Rangers está mais vocacionada para combater ameaças convencionais, com boas capacidades para apoiar operações de segurança interna.
- A Brigada de Aviação de Operações Especiais proporciona às forças-tarefa conjuntas mobilidade, capacidade de resposta oportuna e plataformas de inserção, especialmente para as equipes antiterroristas.

### Reforma de 2017

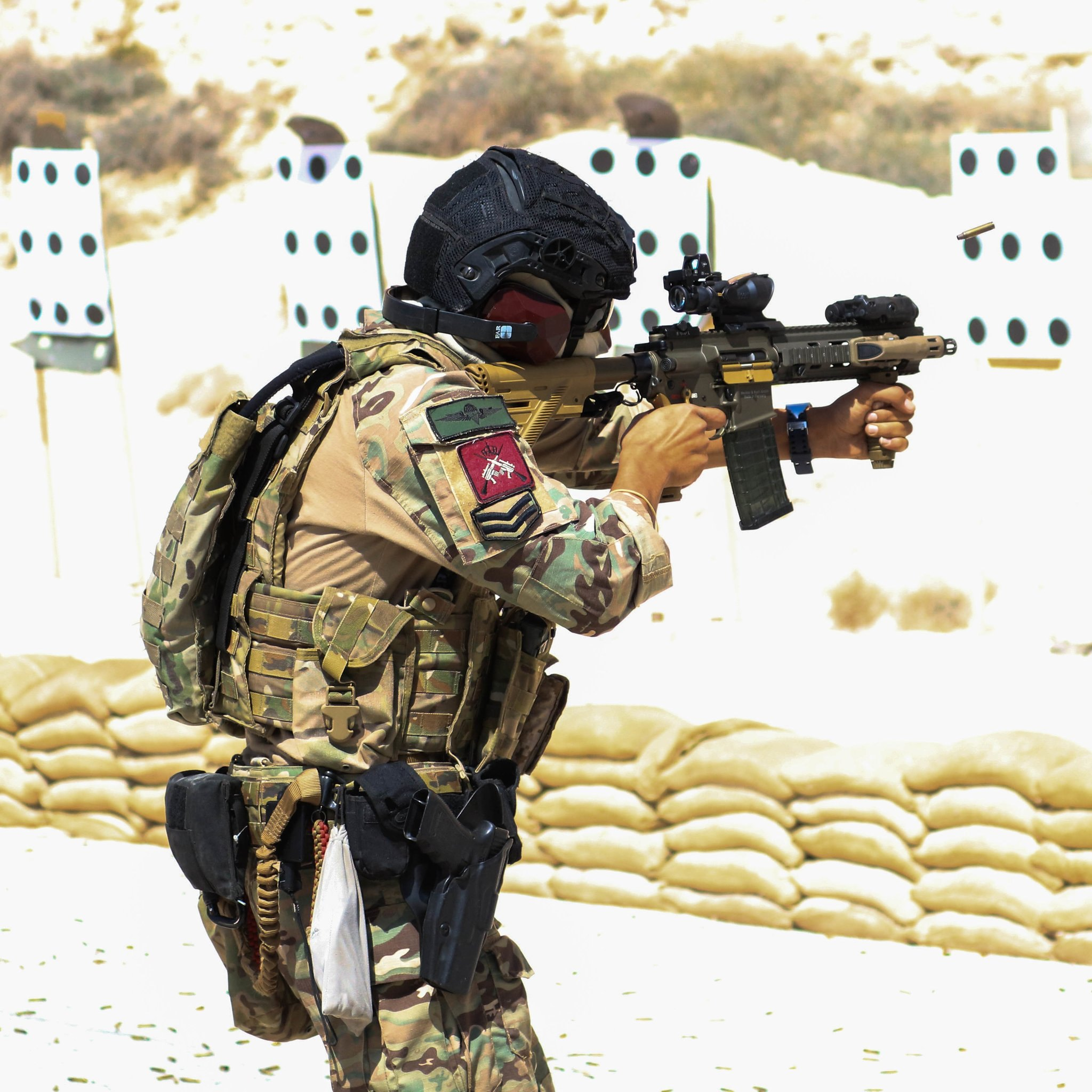
Soldado jordaniano da Unidade Especial II de contraterrorismo durante o exercício Eager Lion no KASOTC, em 16 de abril de 2018.

No verão de 2017, o novo presidente do Estado-Maior Conjunto jordaniano, o Tenente-General Mahmoud Freihat, lançou um pacote de reformas em toda a Força – muitas das quais parecem ser impulsionadas por restrições orçamentais. As reformas incluíram iniciativas específicas que mudaram significativamente a forma da comunidade de operações especiais da Jordânia.
A primeira medida desativou o quartel-general do Comando Conjunto de Operações Especiais e rebaixou o comandante das forças especiais de mais alta patente de major-general para a patente de coronel.
A segunda medida tirou a 28ª Brigada Real de Rangers das operações especiais e a reorganizou como Brigada de Intervenção Rápida/Alta Prontidão.
A terceira iniciativa retirou a 5ª Brigada de Aviação das operações especiais e transferiu-a para a Força Aérea Real da Jordânia. Embora as aeronaves e os pilotos da brigada estejam agora sob o controle da Força Aérea, foi atribuída a ela uma função de apoio direto ao Grupo de Forças Especiais Rei Abdallah II.

O resultado das reformas é condensar um Comando Conjunto de Operações Especiais de três brigadas num único grupo específico do exército – conhecido como Grupo de Forças Especiais Reais Rei Abdullah II – com a maioria dos elementos de apoio, incluindo administração e logística, eliminados. No centro do novo grupo estão o 101º e o 71º batalhões, que foram convertidos em Unidade Especial I – operações especiais – e Unidade Especial II – contraterrorismo.

Camuflagem MultiCam.

A quarta iniciativa viu a criação da Direcção de Operações Especiais e Intervenção Rápida. Esta nova direcção, que faz parte do Estado-Maior do Exército, está a cargo do Grupo de Forças Especiais Rei Abdullah II e da Brigada de Intervenção Rápida/Alta Prontidão.
O Grupo de Forças Especiais do Rei Abdullah II é apoiado pela Brigada da Força de Reação Rápida (QRF) Mohammed bin Zayed (MbZ). O Grupo de Forças Especiais e a Brigada QRF usam camuflados MultiCam e boinas vermelhas-bordô. Algumas equipes da Unidade Especial II usam o padrão totalmente preto.
Existem unidades semelhantes às Unidades Especiais, como a Unidade 14 da Gendarmaria Especial (unidade SWAT) e a Unidade 30 da Polícia Especial (unidade SWAT). Com a necessidade dos países vizinhos desenvolverem forças modernas, a Jordânia tornou-se um centro de experiência e formação especializada para forças especiais. Como centro regional estabelecido para treinamento de forças especiais, a Jordânia treinou forças da Argélia, Bahrein, Iraque, Kuwait, Líbano, Líbia, Marrocos, Omã, Catar, Arábia Saudita, Emirados Árabes Unidos, e Iêmen. Em 2014, deram apoio à formação das comandos femininas da Guarda Presidencial Palestina.

## Objetivos

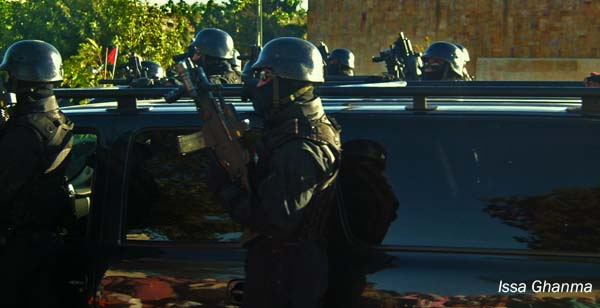
71º Batalhão Especial da Jordânia.

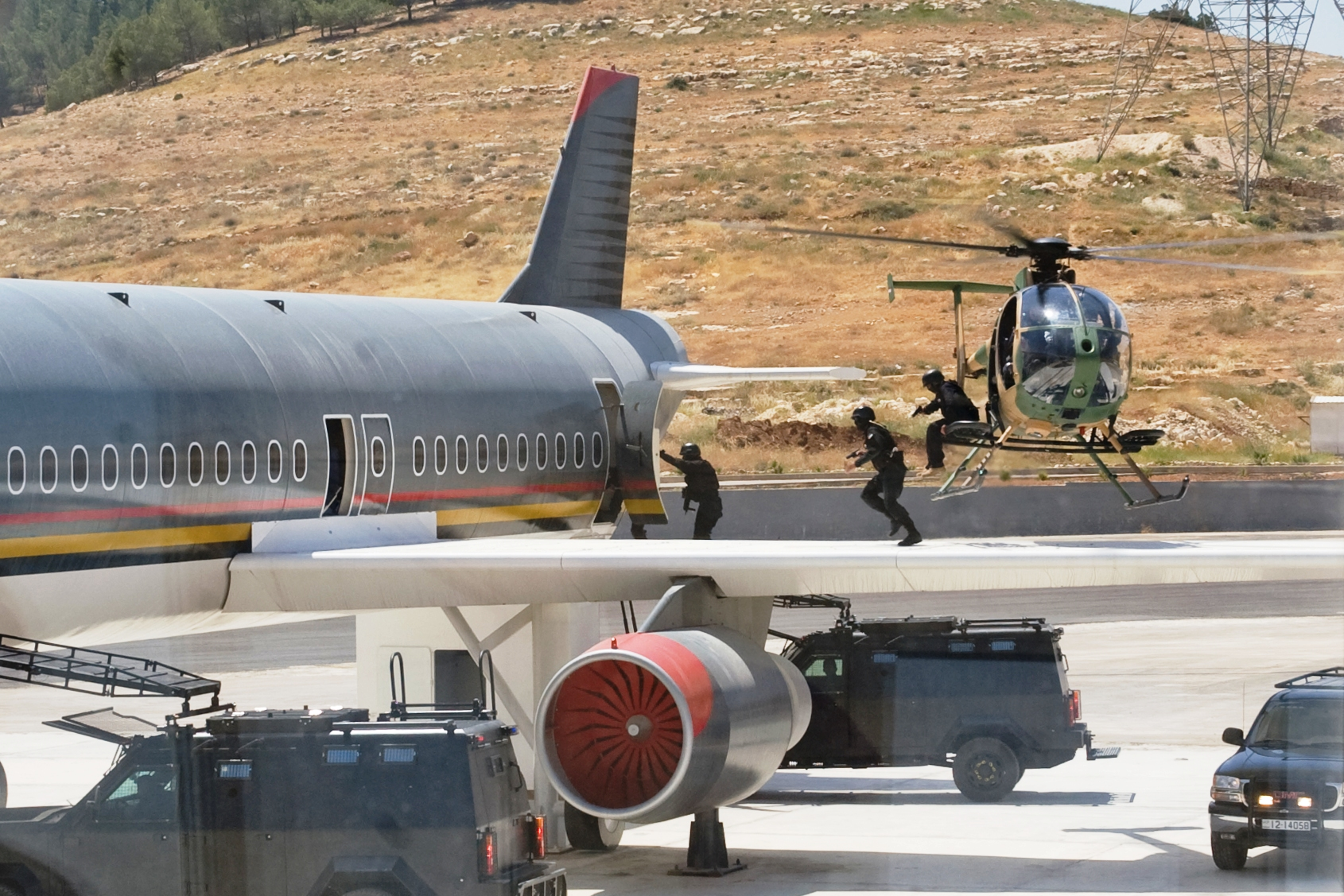
Operadores especiais jordanianos tomando de assalto um avião.

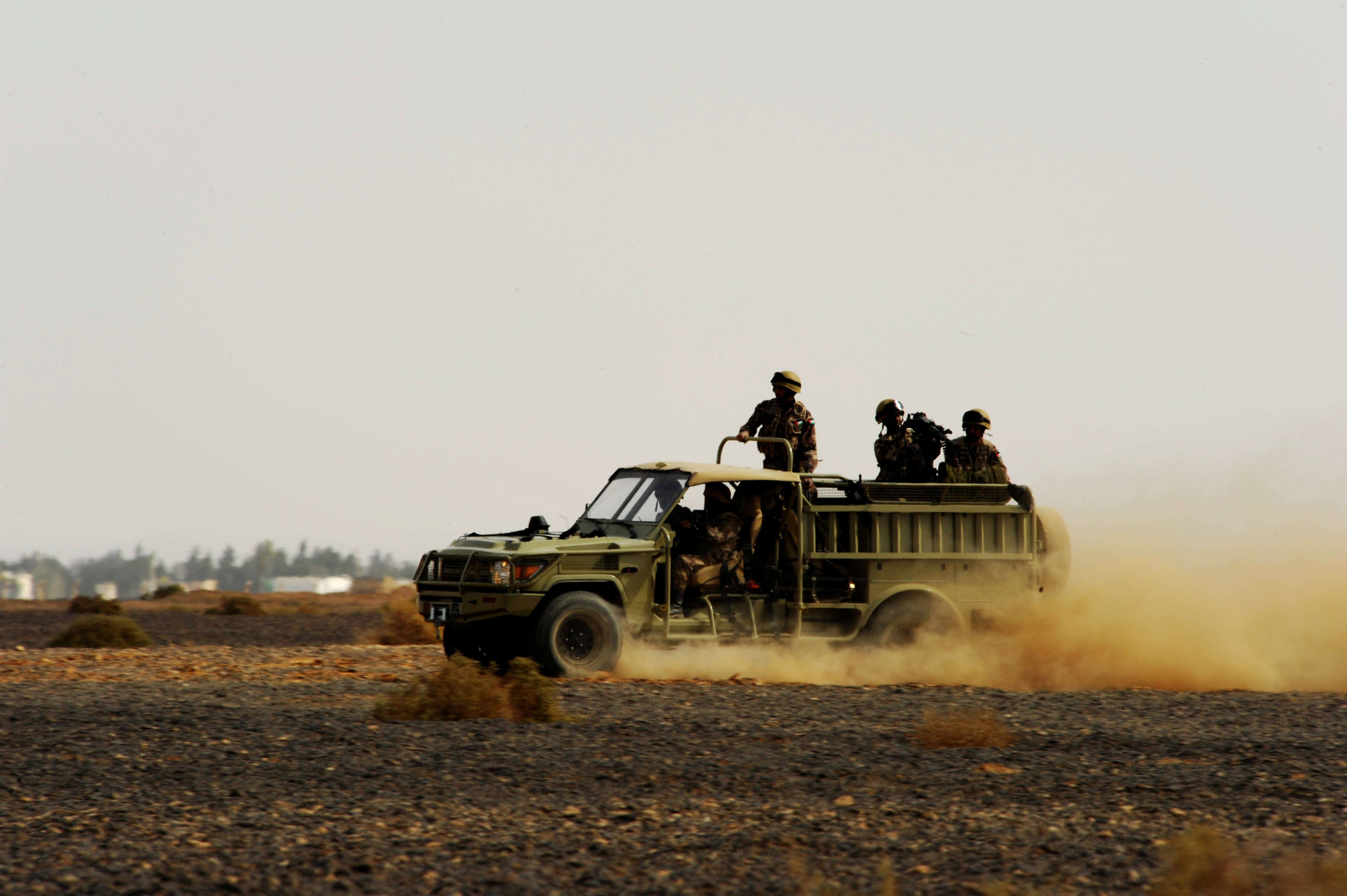
Forças especiais jordanianas dirigindo um Al-Thalab LRPV no deserto.

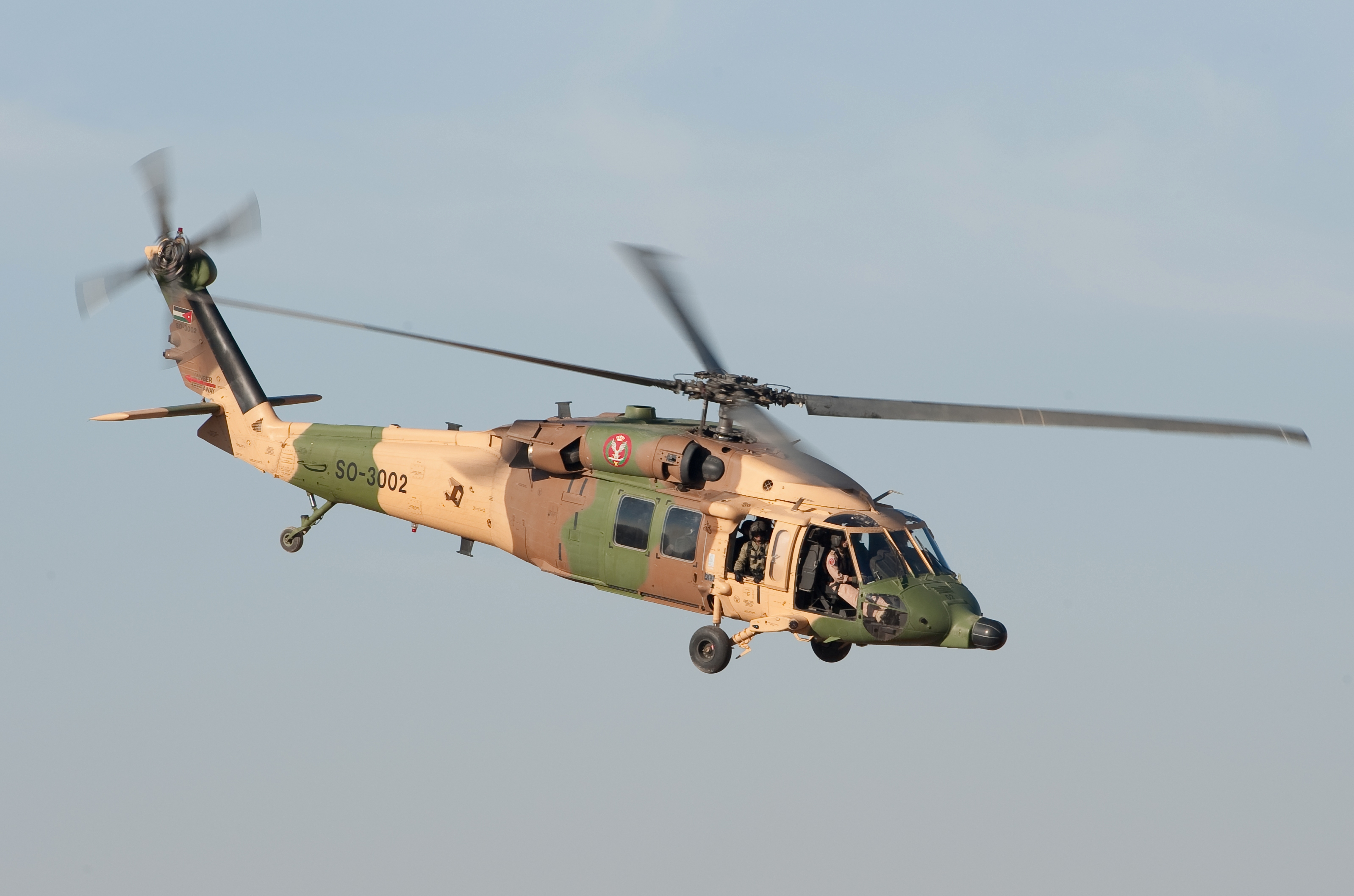
Um helicóptero UH-60L Blackhawk jordaniano do 30º Esquadrão de Operações Especiais.

As tarefas do Grupo Especial jordaniano segundo a reforma em 2017 incluem:

### Tarefas Táticas
- Ocupando ponte aerotransportada para auxiliar as forças terrestres.
- Conduzir ataques a quartéis-generais inimigos, locais de artilharia, locais de mísseis, estradas e quaisquer outros alvos importantes.
- Operações aerotransportadas e de assalto aéreo.
- Caça a blindados.
- Missões de reconhecimento estratégico.
- Organizar, treinar e desenvolver forças de guerrilha.
- Operando atrás das linhas inimigas.
- Atacar células inimigas e libertar prisioneiros de guerra.
- Operações em área urbana.
- Disponibilidade para ajudar qualquer país irmão árabe, mediante solicitação.
- Operações de busca e salvamento.

### Tarefas de segurança
- Operações de combate ao terrorismo.
- Combater a infiltração e o contrabando.
- Operações de segurança interna.

### Tarefas de treinamento
- Fornecer treinamento de rangers e paraquedistas às unidades das Forças Armadas da Jordânia.
- Fornecer aos oficiais e suboficiais dos países árabes operações especiais e cursos rangers.
- Treinar funcionários dos departamentos de segurança pública e alfândega.
- Participar de cursos de capacitação realizados em países árabes.

### Tarefas Estratégicas
- Participar de missões da ONU.
- Auxiliar no treinamento de forças amigas.
- Operações de evacuação em tempos de desastres.

## Estrutura

### Grupo de Forças Especiais Rei Abdullah II

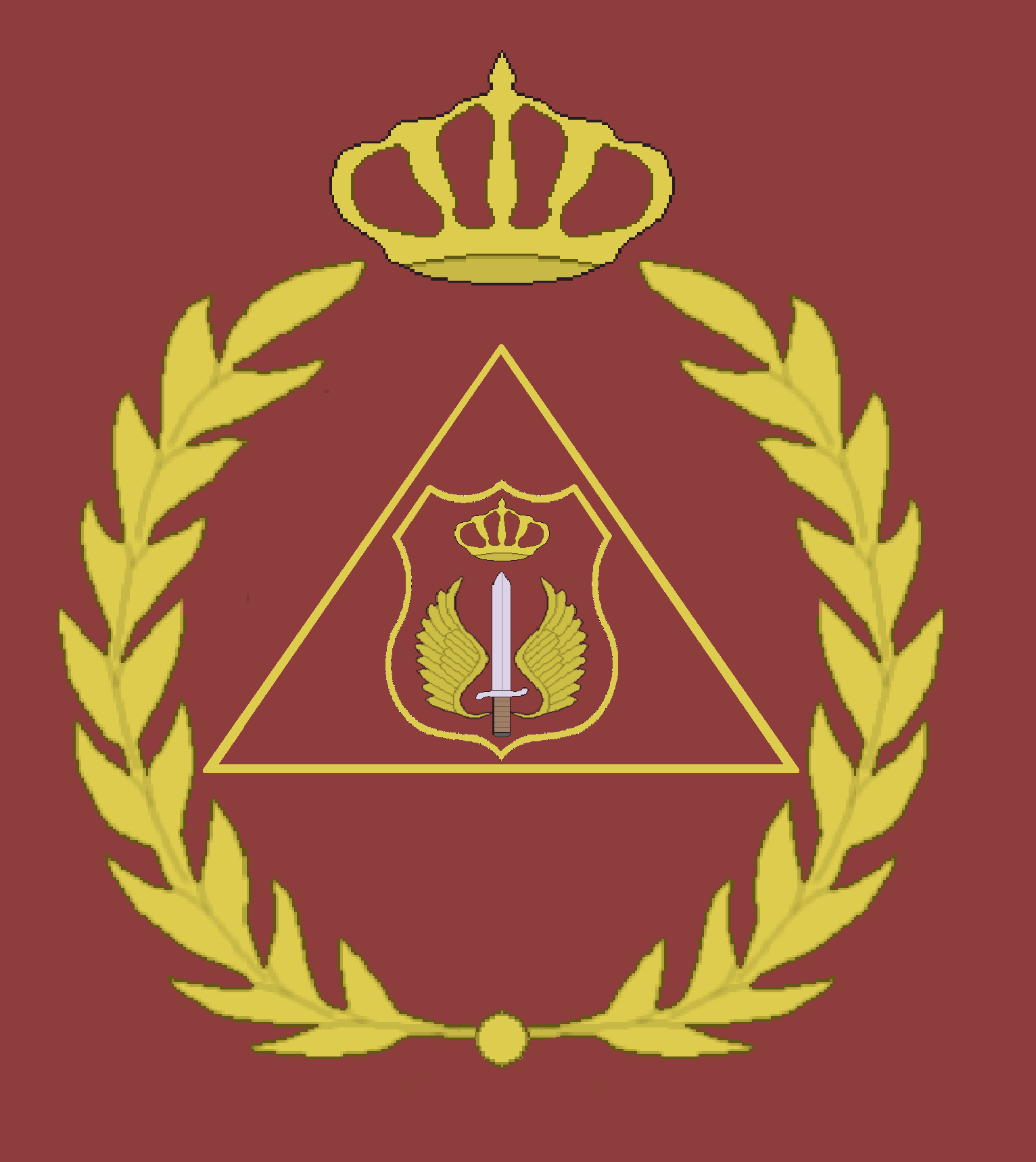
Emblema Grupo de Forças Especiais Rei Abdullah II.

O Grupo de Forças Especiais Rei Abdullah II das Forças Armadas da Jordânia serve como a principal unidade de forças especiais da Jordânia. Fundado em 15 de abril de 1963, por ordem do falecido rei Hussein, suas funções principais incluem ação direta, contraterrorismo, resgate de reféns, reconhecimento especial e busca e salvamento em combate.
O Grupo de Forças Especiais também está encarregado de realizar ataques de precisão contra alvos inimigos críticos. A unidade está equipada e treinada para poder operar atrás das linhas inimigas por longos períodos sem qualquer apoio logístico. Hoje, o grupo é composto por quatro unidades distintas:
- 71º Batalhão Especial - Contra-terrorismo
- 101º Batalhão Especial - Operações especiais
- Batalhão de Defesa e Proteção
- Centro de Treinamento e Desenvolvimento

### Brigada Mohammed bin Zayed QRF

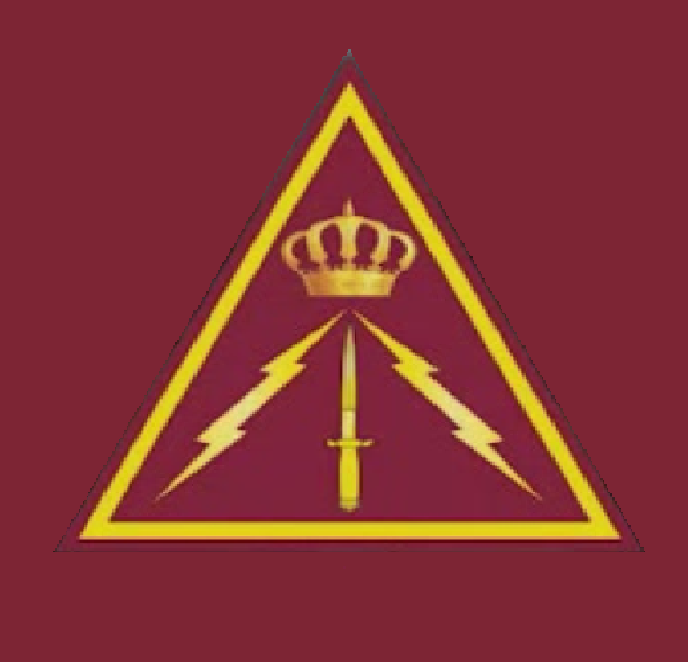
Brigada da Força de Reação Rápida MbZ.

A Brigada da Força de Reação Rápida foi formada em 1º de agosto de 2014, suas funções principais incluem operações de ação direta e indireta dentro e fora do Reino, operações na área de fronteira, assistência e apoio ao Grupo de Forças Especiais do Rei Abdullah II, operações de segurança interna e operações de assistência humanitária.
A brigada está equipada com sistemas de comunicação avançados, permitindo-lhe desenvolver uma capacidade de comando e controle totalmente autônoma. Além disso, a brigada possui seus próprios Controladores Aéreos Táticos Conjuntos (JTAC). A brigada também é apoiada diretamente pelo 8º Esquadrão de Reação Rápida da FARJ (UH-60M). Hoje, a brigada é composta por quatro Unidades:
- 61º Batalhão da Força de Reação Rápida (Raiders)
- 81º Batalhão da Força de Reação Rápida
- 91º Batalhão da Força de Reação Rápida
- Centro de Apoio ao Treinador Virtual de Armas (SAVT).

### Centro de Treinamento de Operações Especiais Rei Abdullah II

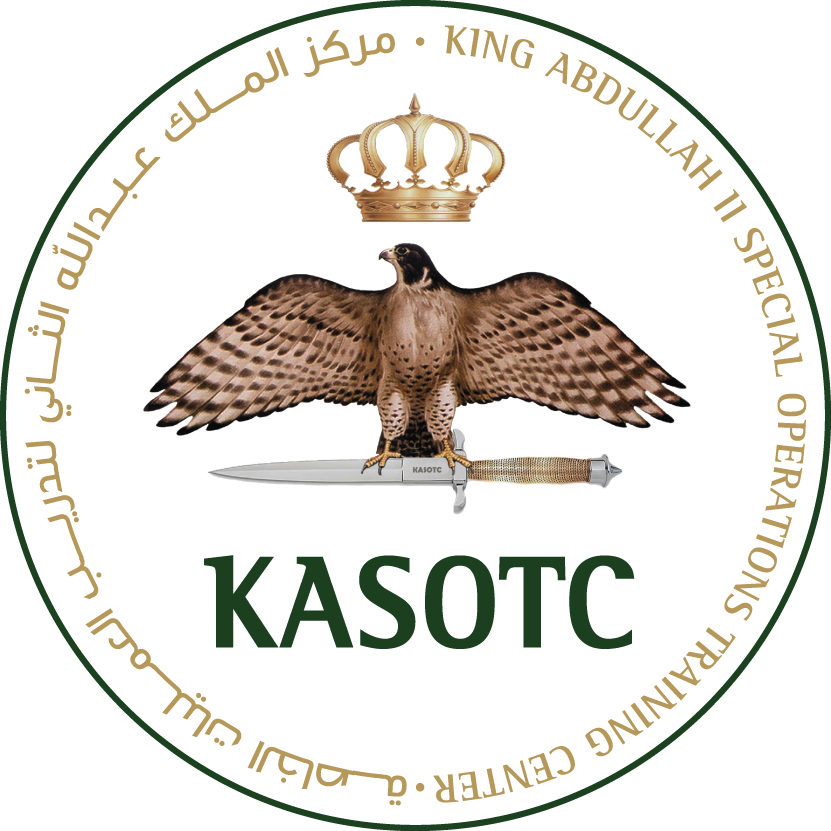
Emblema do Centro de Treinamento de Operações Especiais Rei Abdullah II (KASOTC).

O Centro de Treinamento de Operações Especiais Rei Abdullah II (KASOTC) é uma instalação localizada em Amã, na capital da Jordânia, especializada nas mais recentes táticas, técnicas e procedimentos de contraterrorismo, operações especiais e guerra irregular. A base foi construída por uma empresa de construção dos Estados Unidos em terrenos doados pelo Rei da Jordânia e pagos pelo programa de Vendas Militares Estrangeiras do Departamento de Defesa dos EUA, parte da dotação especial de 2005. A gestão da construção foi realizada pelo Corpo de Engenharia do Exército dos Estados Unidos.
Em 2009, o centro estava operacional. O KASOTC é administrado por militares experientes das forças especiais, da ativa e da reserva, além duma equipe de treinamento qualificada.
Como uma instalação pronta para uso, o centro é ideal para treinamento pré-desdobramento, exercícios militares conjuntos e combinados ou para aprimorar a proficiência dos requisitos da unidade. Todos os currículos são escaláveis de acordo com o tamanho da unidade e as necessidades de treinamento. Os cursos começam na sala de aula, onde os formandos dominam conceitos abstratos e discutem soluções criativas. Os instruendos então aplicam seus conhecimentos e habilidades em uma variedade de exercícios de campanha; simulando condições do mundo real, incluindo fogo real e manobra. O desempenho é observado, medido e avaliado usando sistemas de feedback de última geração.

## Escola Príncipe Hashem para Operações Especiais

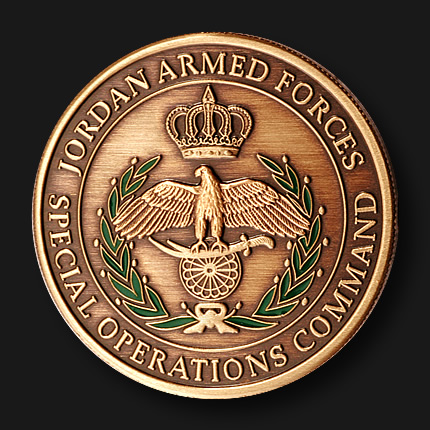
Insígnia do Grupo de Forças Especiais Rei Abdullah II.

A Escola Príncipe Hashem para Operações Especiais serve para treinar e qualificar oficiais e suboficiais das forças armadas. A escola passou pelas seguintes fases-chave em termos de organização e desenvolvimento:
- Em 1963, o primeiro curso ranger e aerotransportado foi treinado pela equipe de treinamento americana e a ala de treinamento ranger e aerotransportada foi estabelecida na escola de infantaria.
- Em 1970, a ala de treinamento ranger e aerotransportado foi estabelecida.
- Em 1979, a escola de forças especiais foi formada e continuou a evoluir até 1983, onde quatro foram formadas.
- Em 1983, foram estabelecidas quatro alas de treinamento (ranger, aerotransportado, especialização e campanha).
- Em 1995, a organização avançou com um novo sistema de batalhões e um centro de queda livre foi adicionado.
- Em 1º de outubro de 1996, o nome foi modificado e passou a se chamar "Escola Conjunta de Operações Especiais".
- Em 24/12/2001, a escola de operações especiais foi renomeada como Escola de Operações Especiais Príncipe Hashem bin Al Hussein.
- Em 2017, a escola foi transferida das forças especiais para o Comando de Treinamento do Exército.

Metas e deveres escolares
1. A preparação e treinamento de oficiais de operações especiais em funções comuns.
2. A preparação e treinamento de oficiais comissionados de operações especiais conjuntas.
3. A preparação e formação de jovens soldados, formação básica e formação especializada.
4. A preparação e formação de membros das forças armadas através de formação especial.
5. Formação de pessoal de segurança pública, defesa civil, alfândega e inteligência geral.
6. Treinar membros de Estados amigos em funções ranger, paraquedistas e forças especiais.
7. A formação de graduados de oficiais universitários (campanha), além de alunos e candidatos da Universidade de Mutah em cursos ranger e paraquedistas.
8. Participar nos testes de novas armas e mecanismos de equipamentos e na suficiência das funções de operações especiais conjuntas.
9. Realizar testes anuais para unidades e formações de Operações Especiais Conjuntas e das Forças Armadas.

Cursos Escolares
1. Curso de Tática Básica para Comandante de Pelotão
2. Curso de Treinamento em Língua Inglesa para Oficiais e Graduados
3. Curso de Ranger
4. Curso de Instrução Ranger e Aerotransportado
5. Curso Paraquedista
6. Curso de Assalto Aéreo
7. Combate em áreas edificadas e segurança interna
8. Combate corpo a corpo (Sejal)
9. Curso de Pontaria e Estimativa de Alcance
10. Curso de Seleção de Operações Especiais (oficiais e outras patentes)
11. Comandantes de Esquadra e Grupo
12. Dobragem e Manutenção de Paraquedas
13. Curso de Queda Livre
14. Curso de Mestre de Salto
15. Curso de Precursor
16. Curso de Infiltração Aerotransportada
17. Curso de Reconhecimento Estratégico

## Recrutamento
O recrutamento nas Forças Armadas da Jordânia é voluntário, o que obviamente também se aplica às operações especiais. O primeiro requisito para aqueles que desejam ingressar nas operações especiais é que sejam aprovados nos testes de aptidão física e mental.
Do ponto de vista psicológico, os candidatos são avaliados por um psicólogo militar para avaliar suas características pessoais e de liderança. Em seguida, os candidatos passam por uma triagem médica e um teste físico inicial. Aqueles que passam por esta fase de seleção preliminar são admitidos em um campo de treinamento para um mês de treinamento extensivo. O acampamento foi projetado para testar a capacidade dos estagiários de trabalhar sob estresse físico e mental.
Ao completar o acampamento, os recrutas fazem cursos ranger e paraquedismo. Após esta segunda fase, são encaminhados para cursos especializados para completar a formação profissional militar.

## Cursos de treinamento
| Curso                                            | Período    | Descrição |
| ------------------------------------------------ | ---------- | --- |
| Curso Básico Ranger                              | 10 semanas | O Curso Básico Ranger é o curso básico obtido por todo o pessoal de operações especiais, com foco no preparo físico e nas altas habilidades individuais e na capacidade de suportar diversas dificuldades e diferentes áreas de treinamento. |
| Curso Paraquedista                               | 4 semanas  | O Curso de Paraquedas é o 2º curso básico para todo o pessoal de operações especiais. Visa fortalecer a autoconfiança dos soldados de operações especiais e criar as habilidades de salto de paraquedas. |
| Curso de Habilidades Básicas                     | 6 semanas  | É um dos cursos básico de treinamento de oficiais e suboficiais em operações especiais para melhor aproveitamento do terreno e utilização de técnicas de camuflagem, fogo e movimentação, e desenvolvimento de habilidades individuais e físicas. |
| Curso de Mestre de Salto                         | 2 semanas  | Visa a especialização da unidade de operações aerotransportadas para apoiar operações de paraquedismo, abastecimento aéreo e junto à Força Aérea. |
| Curso de Dobragem e Manutenção de Paraquedas     | 6 semanas  | Curso sobre como manter e dobrar pára-quedas para atingir o máximo grau de segurança e proteção possível. |
| Curso de Cargas e Transporte Aéreo               | 3 semanas  | Este curso é realizado para formar especialistas na preparação e processamento de carregamento de indivíduos, veículos e seus equipamentos em aviões de transporte, helicópteros, bem como transportar companhias e batalhões ou unidades do porte de Brigada, para que haja uma distribuição igualitária de responsabilidades pela conclusão do trabalho necessário.                     |
| Curso de Salto Livre                             | 6 semanas  | Capacita os alunos para o salto livre de paraquedas, cada aluno realiza em média 25 saltos livres, exceto os saltos de treinamento. |
| Curso de Lançamento de Paraquedistas (Precursor) | 3 semanas  | Este curso treina os participantes em como lidar com aeronaves de asa fixa ou vertical e como fornecer orientação e controle aéreo, e também como configurar e operar zonas de lançamento, zonas de coleta e locais de pouso de helicópteros para operações aerotransportadas, operações de reabastecimento aéreo ou outras operações aéreas em apoio ao comandante da unidade terrestre. |
| Curso de Navegação                               | 4 semanas  | Treinamento de oficiais e suboficiais para leitura de mapas e fotos aéreas, navegação, instalação e também treinamento para uso de mapas criptografados, bem como treinamento para uso de dispositivos GPS e outros dispositivos especiais. |
| Curso de Guerra Urbana e Segurança Interna       | 8 semanas  | Este curso treina oficiais e suboficiais e outras patentes nos métodos, habilidades, planejamento e processos de execução de defesa e ataque em áreas urbanas. Bem como formação contínua em planeamento e execução de tarefas que contribuam para a manutenção, controlo e estabilidade da segurança interna.                                                                            |
| Curso de Forças Especiais                        | 13 semanas | Habilitação de oficiais e suboficiais de forças especiais em condições de guerra convencional e não-convencional. |
| Curso de Tae-kwon-do                             | 24 semanas | Treinamento de oficiais e suboficiais em artes marciais e estilos de autodefesa sem o uso de armas, bem como representação das forças armadas no jogo Taekwon-do. |
| Curso de Jiu-jitsu Brasileiro                    | 24 semanas | O jiu-jitsu brasileiro é uma arte marcial, esporte de combate e sistema de autodefesa que tem como foco o grappling e principalmente a luta no solo e que depende em quebrar ou dobrar as articulações do corpo, com técnicas de luta no solo e golpes de submissão envolvendo chaves de articulação e estrangulamentos.                                                                  |
| Curso Sijal e Controle de Equipe                 | 8 semanas  | O Sijal é um estilo de autodefesa jordaniano semelhante ao Krav Magá. Visa a preparação e treinamento de oficiais e suboficiais na identificação de pontos fracos no corpo humano, fazendo uso do bastão policial, da baioneta, facas e outras armas brancas. |
| Curso de Inserção Aérea                          | 4 semanas  | Habilita oficiais e sargentos a executar intrusões rápidas de alvos hostis usando aeronaves de asa fixa ou helicópteros para transportar as tropas para o ponto mais próximo do objetivo, o mais rápido possível e exfiltração. |
| Curso de Explosivos                              | 3 semanas  | Treinamento para oficiais e suboficiais sobre como manusear explosivos e preparar armadilhas. |